# 8e division d'infanterie (Corée du Sud)
Pour les articles homonymes, voir 8e division d'infanterie.
La 8e division d'infanterie de Corée du Sud est une division de l'Armée de terre de la république de Corée créé le 20 juin 1949. Elle participa à la guerre de Corée.